# Flight 93 National Memorial
Le Flight 93 National Memorial est un mémorial dans le comté de Somerset, en Pennsylvanie, à environ 3,2 kilomètres au nord de Shanksville et 97 kilomètres au sud-est de Pittsburgh. Il est dédié aux victimes du vol United Airlines 93 qui a été détourné dans le contexte des attentats du 11 septembre 2001 et est situé sur le site même de l'écrasement.
Un mémorial temporaire pour les 40 victimes a été créé peu après l'accident, pendant que le mémorial permanent était en construction. Construit en 2009, il a été inauguré en 2011 pour les dix ans de la catastrophe.
À la fin des années 2010, une tour commémorative dite Tower of Voices y est érigée.

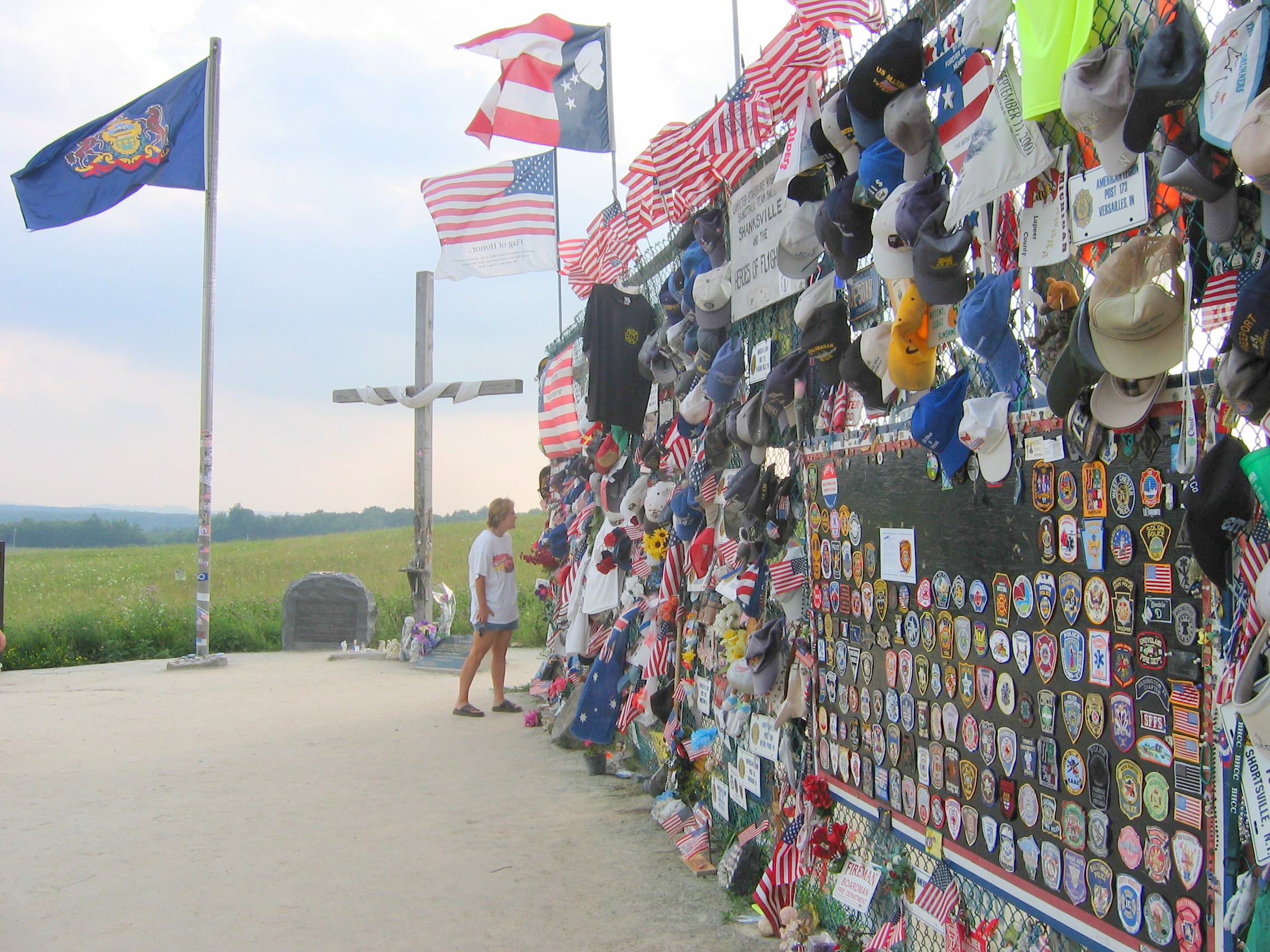
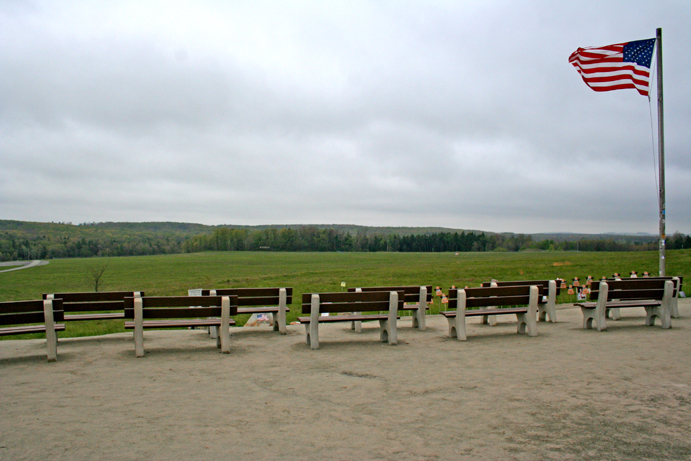
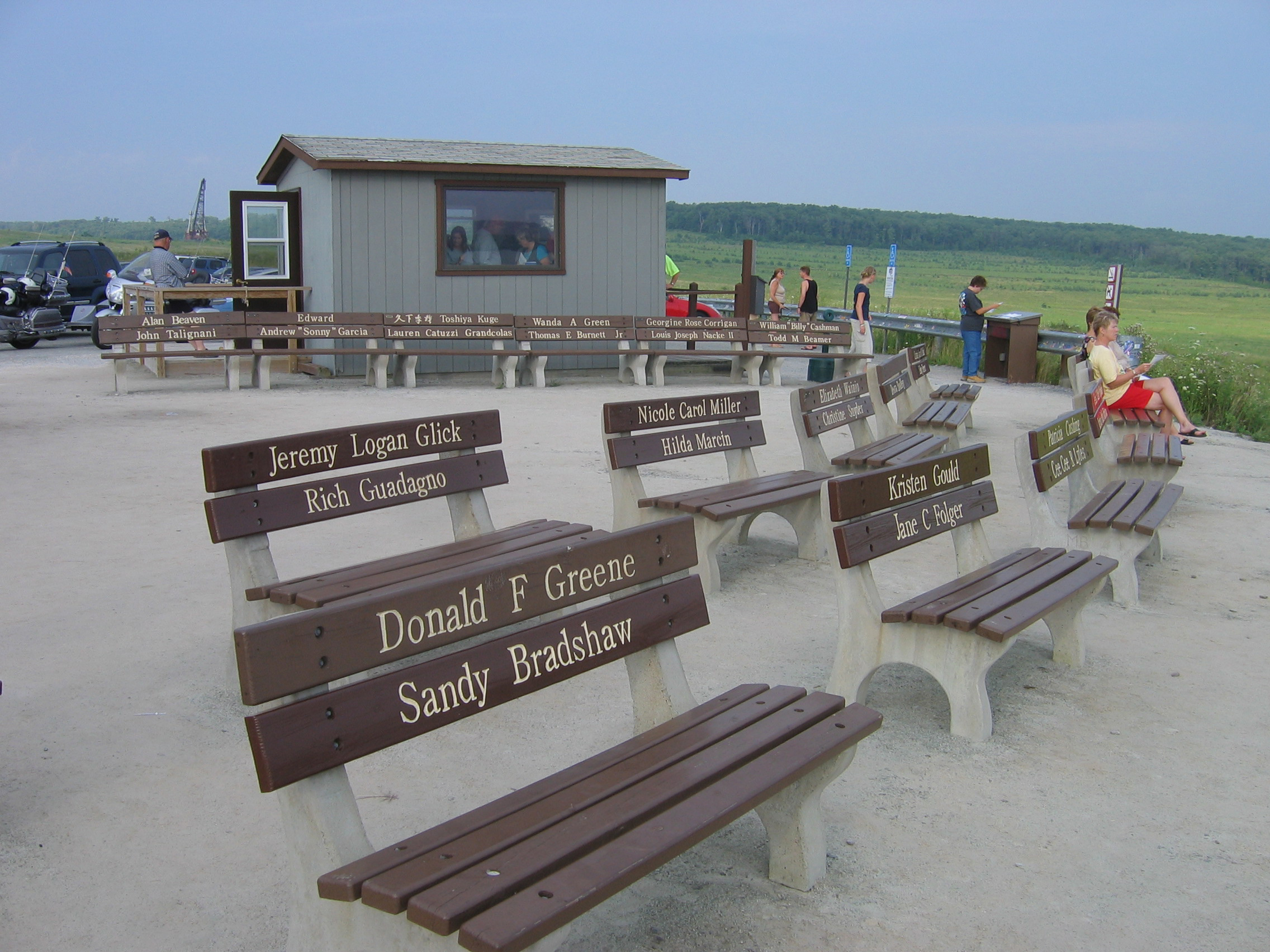
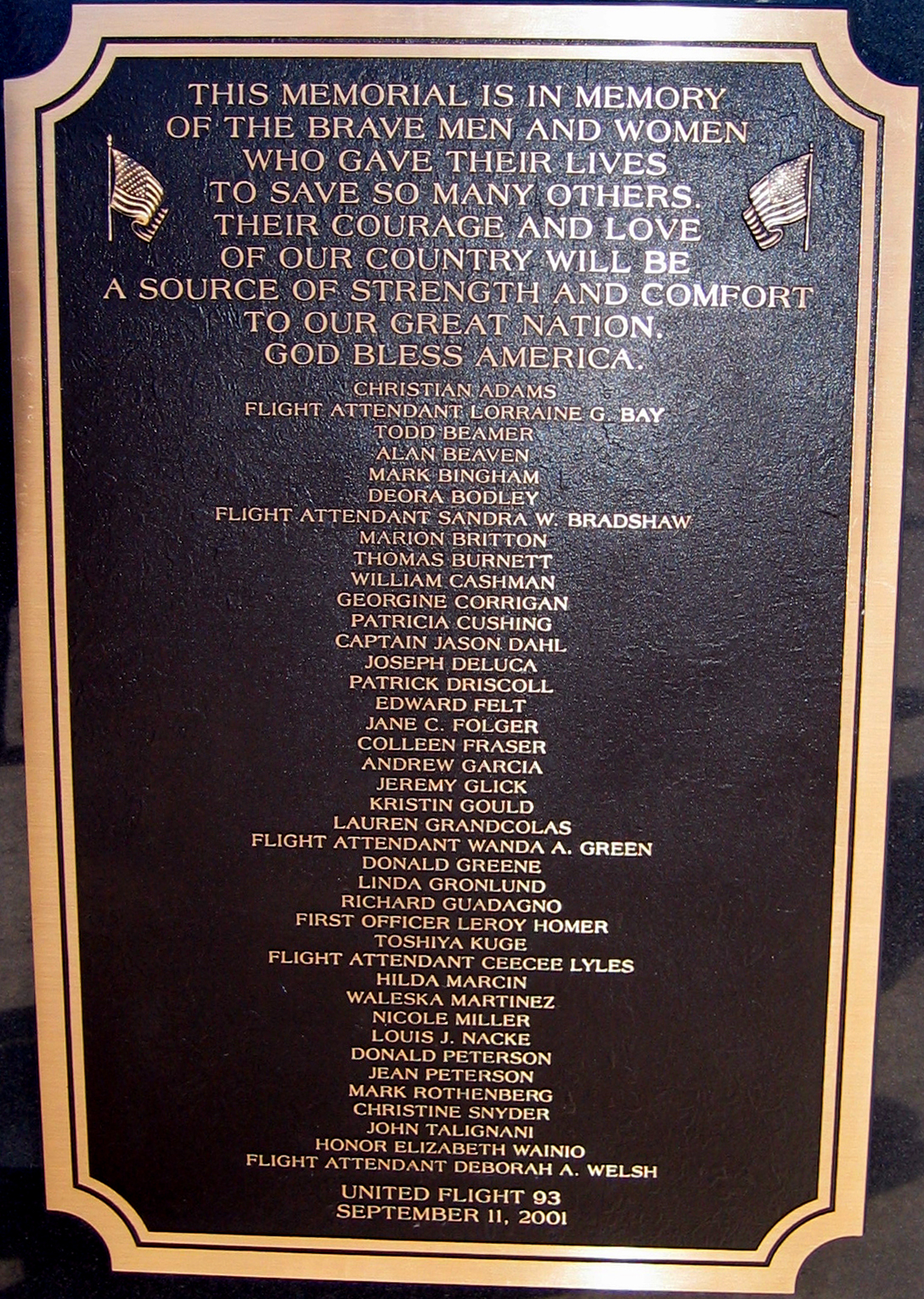